# مارغريت راندال
مارغريت راندال (بالإنجليزية: Margaret Randall)‏ هي كاتِبة ومصورة أمريكية، ولدت في 6 ديسمبر 1936 في نيويورك في الولايات المتحدة.

## وصلات خارجية
- الموقع الرسمي